# Cyrtophorus
Cyrtophorus is een kevergeslacht uit de familie van de boktorren (Cerambycidae). De wetenschappelijke naam van het geslacht werd voor het eerst geldig gepubliceerd in 1850 door LeConte.

## Soorten
Cyrtophorus is monotypisch en omvat slechts de volgende soort:
- Cyrtophorus verrucosus (Olivier, 1795)